# Pääskynsaari (ö i Birkaland, Tammerfors, lat 61,74, long 23,93)
Pääskynsaari är en ö i Finland. Den ligger i sjön Velaattajärvi och i kommunen Tammerfors i den ekonomiska regionen Tammerfors och landskapet Birkaland, i den södra delen av landet, 180 km norr om huvudstaden Helsingfors. Öns area är 0,6 hektar och dess största längd är 140 meter i nord-sydlig riktning.